# Odachowski
Odachowski – polski herb szlachecki, odmiana herbu szlacheckiego Nałęcz.

## Opis herbu
W polu czerwonym nałęczka srebrna.
Klejnot: Godło na pięcu piórach strusie.
Labry: Czerwone, podbite srebrem.

## Najwcześniejsze wzmianki
Po raz pierwszy herb pojawił się w Herbarzu rycerstwa Wielkiego Księstwa Litewskiego Wijuka Kojałowicza. Przysługiwał rodzinie osiadłej w XVI wieku w Odachowie na Żmudzi, wywodzącej się od rodziny Zielińskich.

## Herbowni
Odachowski, Zieliński.